# VOCA
VOCA（ぼか、ゔぉーか）は、The Vision of Contemporary Artの頭文字をとって呼ばれた毎年開催される現代美術展。

## 概要
第一生命保険株式会社の全面的な支援を受けながら、上野の森美術館を会場に毎春催されている。全国の美術館学芸員、研究者などに40歳以下の若手作家の推薦を依頼し、その作家が平面作品の新作を出品するという方法を取っている。

## 審査員
第32回（2025年）
植松由佳＊ (国立国際美術館学芸課長)、川浪千鶴 (インディペンデント・キュレーター)、丹羽晴美＊(東京都写真美術館事業企画課長学芸員)、拝戸雅彦＊(キュレーター)、服部浩之＊(キュレーター／東京藝術大学大学院准教授、国際芸術センター青森館長)＊印は受賞者を選考した委員
第31回（2024年）
荒木夏実（東京藝術大学准教授）、植松由佳 (国立国際美術館学芸課長)、川浪千鶴 (インディペンデント・キュレーター)、丹羽晴美、前山裕司（新潟市美術館館長）
第30回（2023年）
家村珠代（多摩美術大学教授）、荒木夏実（東京藝術大学准教授）、植松由佳 (国立国際美術館学芸課長)、川浪千鶴 (インディペンデント・キュレーター)、前山裕司（新潟市美術館館長）
第29回（2022年）
家村珠代（多摩美術大学教授）、荒木夏実（東京藝術大学准教授）、植松由佳 (国立国際美術館学芸課長)、川浪千鶴 (インディペンデント・キュレーター)、前山裕司（新潟市美術館館長）
第28回（2021年）
小勝禮子、水沢勉、家村珠代（多摩美術大学教授）、荒木夏実（東京藝術大学准教授）、前山裕司（新潟市美術館館長）
第27回（2020年）
小勝禮子、光田由里、柳沢秀行（大原美術館学芸課長）、水沢勉、家村珠代（多摩美術大学教授）
第26回（2019年）
島敦彦（金沢21世紀美術館館長）、光田由里、柳沢秀行（大原美術館学芸課長）、小勝禮子、水沢勉
第25回（2018年）
島敦彦（金沢21世紀美術館館長）、光田由里、柳沢秀行（大原美術館学芸課長）、小勝禮子、水沢勉
第24回（2017年）
建畠晢、本江邦夫、島敦彦（愛知県美術館館長）、光田由里、柳沢秀行（大原美術館学芸課長）
第23回（2016年）
建畠晢、本江邦夫、笠原美智子、片岡真実（森美術館チーフ・キュレーター）、神谷幸江（ジャパン・ソサエティ　ギャラリー・ディレクター）
第22回（2015年）
高階秀爾、酒井忠康、建畠晢、本江邦夫、笠原美智子、片岡真実（森美術館チーフ・キュレーター）
第21回（2014年）
高階秀爾、酒井忠康、建畠晢、本江邦夫、笠原美智子、片岡真実（森美術館チーフ・キュレーター）
第20回（2013年）
高階秀爾、酒井忠康、建畠晢、本江邦夫、神谷幸江（広島市現代美術館学芸担当課長）、光田由里
第19回（2012年）
高階秀爾、酒井忠康、建畠晢、本江邦夫、神谷幸江（広島市現代美術館学芸担当課長）、光田由里、南嶌宏
第18回（2011年）
高階秀爾、酒井忠康、建畠晢、本江邦夫、光田由里、南嶌宏
第17回（2010年）
高階秀爾、酒井忠康、建畠晢、本江邦夫、荒木夏実、光田由里、南嶌宏
第16回（2009年）
高階秀爾、酒井忠康、建畠晢、本江邦夫、逢坂恵理子（森美術館アーティスティック・ディレクター）、南嶌宏
第15回（2008年）
高階秀爾、酒井忠康、建畠晢、本江邦夫、逢坂恵理子（森美術館プログラムディレクター）、南嶌宏
第14回（2007年）
高階秀爾、酒井忠康、建畠晢、本江邦夫、宮崎克己
第13回（2006年）
高階秀爾、酒井忠康、建畠晢、本江邦夫、松井みどり、南雄介（国立新美術館設立準備室主任研究官）
第12回（2005年）
酒井忠康、本江邦夫、天野一夫、塩田純一（東京都庭園美術館学芸担当課長）、松井みどり
第11回（2004年）
高階秀爾、建畠晢、草薙奈津子（美術評論家）、笠原美智子 （東京都現代美術館学芸員）
第10回（2003年）
高階秀爾、酒井忠康、建畠晢、本江邦夫、宮崎克己、釼持邦弘 （上野の森美術館事務局次長）、笠原美智子 （東京都現代美術館学芸員）
第9回（2002年）
高階秀爾、酒井忠康、建畠晢、本江邦夫、宮崎克己、長谷川祐子（金沢21世紀美術館建設事務局学芸課長）
第8回（2001年）
高階秀爾、酒井忠康、建畠晢、本江邦夫、宮崎克己、草薙奈津子（美術評論家）
第7回（2000年）
高階秀爾、酒井忠康、建畠晢、本江邦夫、宮崎克己、山崎一夫（名古屋市美術館学芸課長）
第6回（1999年）
高階秀爾、酒井忠康、建畠晢、本江邦夫、宮崎克己、谷新
第5回（1998年）
高階秀爾、酒井忠康、建畠晢、本江邦夫、鍵岡正謹（高知県立美術館館長）
第4回（1997年）
高階秀爾、酒井忠康、建畠晢、本江邦夫
第3回（1996年）
高階秀爾、酒井忠康、建畠晢、本江邦夫
第2回（1995年）
高階秀爾、酒井忠康、建畠晢、本江邦夫
第1回（1994年）
高階秀爾、酒井忠康、建畠晢、本江邦夫

## 受賞者

### 第32回（2025年）
- 【VOCA賞】宮本華子「在る家の日常」
- 【VOCA奨励賞】諫山元貴「Objects #21」
- 【VOCA奨励賞】小林万里子「The Five Domains」
- 【VOCA佳作賞】鮫島ゆい「Ritual Room (Pretend to Be Happy)」
- 【VOCA佳作賞】𠮷田芙希子「Go into the Medaillon」
- 【大原美術館賞】髙木優希「Room」

### 第31回（2024年）
- 【VOCA賞】大東忍｢風景の拍子｣[35]
- 【VOCA奨励賞】片山真理｢red shoes #003｣｢red shoes #001｣｢red shoes #002｣
- 【VOCA奨励賞・大原美術館賞】上原沙也加｢幽霊たちの庭｣
- 【VOCA佳作賞】佐々瞬｢そこに暮らす人々は自らの歴史を記した｣、笹岡由梨子｢Animale／ベルリンのマーケットで働くクマ｣[36]

### 第30回（2023年）
- 【VOCA賞】永沢碧衣｢山毛（やまごろも）をほどく｣
- 【VOCA奨励賞】エレナ・トゥタッチコワ｢手のひらの距離とポケットの土｣
- 【VOCA奨励賞 ･ 大原美術館賞】七搦綾乃｢Paradise IV｣
- 【VOCA佳作賞】黒山真央｢SIBLINGS｣
- 【VOCA佳作賞】田中藍衣｢Running Around｣[37]

### 第29回（2022年）
- 【VOCA賞】川内理香子｢Raining Forest｣
- 【VOCA奨励賞】鎌田友介｢Japanese houses (Taiwan/Brazil/Korea/U.S./Japan)｣
- 【VOCA奨励賞】近藤亜樹｢ぼく　ここにいるよ｣
- 【VOCA佳作賞】谷澤紗和子｢はいけい　ちえこ さま｣
- 【VOCA佳作賞】堀江栞｢〈後ろ手の未来〉#2、〈後ろ手の未来〉#3、〈後ろ手の未来〉#4、〈後ろ手の未来〉#5、〈後ろ手の未来〉#6｣
- 【大原美術館賞】小森紀綱｢絵画鑑賞｣[38]

### 第28回（2021年）
- 【VOCA賞】尾花賢一｢上野山コスモロジー｣
- 【VOCA奨励賞】鄭梨愛｢Vision｣[39]
- 【VOCA奨励賞】水戸部七絵｢Picture Diary 20200910」「Picture Diary 20200904｣
- 【VOCA佳作賞・大原美術館賞】岡本秀｢複数の真理とその二次的な利用｣
- 【VOCA佳作賞】弓指寛治｢鍬の戦士と鉄の巨人｣[40]

### 第27回（2020年）
- 【VOCA賞】Nerhol｢Remove｣
- 【VOCA奨励賞】菅実花｢A Happy Birthday, #selfiewithme｣
- 【VOCA奨励賞】李晶玉｢Olympia 2020｣
- 【VOCA佳作賞】黒宮菜菜｢Image−終わりし道の標べに｣
- 【VOCA佳作賞】宮本華子｢白が消えていく。−Mein Tagebuch−｣
- 【大原美術館賞】浅野友理子｢くちあけ｣[41]

### 第26回（2019年）
- 【VOCA賞】東城信之介｢アテネ・長野・東京ノ壁ニアルデアロウ摸写｣
- 【VOCA奨励賞】石場文子｢2と3、もしくはそれ以外(祖母の家)｣
- 【VOCA奨励賞】チョン・ユギョン｢Let’s all go to the celebration square of victory!｣
- 【VOCA佳作賞】遠藤薫｢ウエス｣
- 【VOCA佳作賞】目｢アクリルガス｣
- 【大原美術館賞】喜多村みか｢TOPOS｣[42]

### 第25回（2018年）
- 【VOCA賞】碓井ゆい｢our crazy red dots｣
- 【VOCA奨励賞】藤井俊治｢快楽の薄膜｣
- 【VOCA奨励賞】山田七菜子｢磯｣
- 【VOCA佳作賞】梅沢和木｢すべてを死るのも｣
- 【VOCA佳作賞】森本愛子｢唐草文様｣
- 【大原美術館賞】浦川大志｢風景と幽霊｣[43]

### 第24回（2017年）
- 【VOCA賞】幸田千依｢二つの眼を主語にして｣
- 【VOCA奨励賞】上田良｢4つのオブジェと1つの視点｣
- 【VOCA奨励賞】鈴木基真｢Ghost #4｣
- 【VOCA佳作賞 ･ 大原美術館賞】青木恵美子｢見知らぬ果ての」「PRESENCE No40｣
- 【VOCA佳作賞】村上華子｢ANTICAMERA(OF THE EYE)#E1　ANTICAMERA(OF THE EYE)#P4｣[44][45]

### 第23回（2016年）
- 【VOCA賞】久門剛史｢crossfades #3｣
- 【VOCA奨励賞】鈴木のぞみ｢Other Days, Other Eyes｣
- 【VOCA奨励賞】谷原菜摘子｢穢土(えど)｣
- 【VOCA佳作賞】大山エンリコイサム｢FFIGURATI #117｣
- 【VOCA佳作賞】佐竹真紀｢肖像記｣
- 【大原美術館賞】尾﨑 森平「ceremony｣[46]

### 第22回（2015年）
- 【VOCA賞】小野耕石｢Hundred Layers of Colors｣
- 【VOCA奨励賞】岸幸太｢BLURRED SELF-PORTRAIT｣
- 【VOCA奨励賞】水野里奈｢みてもみきれない。｣
- 【VOCA佳作賞】松岡学｢光の塔｣
- 【VOCA佳作賞】松平莉奈｢青｣
- 【大原美術館賞】川久保ジョイ｢千の太陽の光が一時に天空に輝きを放ったならば｣[47]

### 第21回（2014年）
- 【VOCA賞】田中望「ものおくり」
- 【VOCA奨励賞】大小島真木「遺伝子 / Gene　1-原始の扉、2-時間を開く、 3-生は変化する、4-継承される遺伝子」
- 【VOCA奨励賞】金光男「1、row-kanaami #17 　2、row-kanaami #16」
- 【VOCA佳作賞】大坂秩加「そんなに強くなってどうするのあなた」
- 【VOCA佳作賞】染谷悠子「かみあわぬ水に沈む月」
- 【大原美術館賞】佐藤香菜「マブイグミ（enter） マブイグミ（exit）」[48][49]

### 第20回（2013年）
- 【VOCA賞】鈴木（花房）紗也香｢あの日の眠りは確かに熱を帯びていた｣
- 【VOCA奨励賞】柴田麻衣｢Lakeside｣
- 【VOCA奨励賞】平子雄一｢Lost in Thought｣
- 【VOCA佳作賞】大﨑のぶゆき｢shining mountain／climbing the world #03-1〜03｣
- 【VOCA佳作賞】吉田晋之介｢雨｣
- 【大原美術館賞】佐藤翠｢Reflections of a closet｣[50]

### 第19回（2012年）
- 【VOCA賞】鈴木星亜「絵が見る世界11_03」
- 【VOCA奨励賞】桑久保徹「Study of mom」
- 【VOCA奨励賞】武居功一郎「untitled（adaptation）」
- 【VOCA佳作賞】大成哲「まねび No.6」
- 【VOCA佳作賞 ･ 大原美術館賞】柏原由佳「21’19」「クルイスク」[51]

### 第18回（2011年）
- 【VOCA賞】中山玲佳「或る惑星」
- 【VOCA奨励賞】後藤靖香「あきらめて」
- 【VOCA奨励賞】森千裕「Eternal Itching（SAYONARA）」
- 【VOCA佳作賞】熊澤未来子「より未来へ」
- 【VOCA佳作賞】澤田明子「ヒア」
- 【大原美術館賞】上田暁子「あふれて入口、あふれて出口」「とある熱を通り抜ける」[52]

### 第17回（2010年）
- 【VOCA賞】三宅砂織「内緒話」「ベッド」
- 【VOCA奨励賞】坂本夏子「BATH, L」「Funicula（仮題）のための習作b」
- 【VOCA奨励賞】中谷ミチコ「そこにあるイメージ I」 「そこにあるイメージ II」
- 【VOCA佳作賞】清川あさみ「HAZY DREAM」
- 【VOCA佳作賞 ･ 大原美術館賞】齋藤芽生「密愛村 〜 Immoralville」[53]

### 第16回（2009年）
- 【VOCA賞】三瀬夏之介「Ｊ」
- 【VOCA奨励賞】樫木知子「屋上公園」「ふくろのウサギ」
- 【VOCA奨励賞】竹村京「dancing N.N. at her room and at the same time in a library in Berlin」
- 【VOCA佳作賞】今津景「COSMOPOLITAN」
- 【VOCA佳作賞】櫻井りえこ「あやとり」「金魚のおはか」
- 【大原美術館賞】淺井裕介「人」「今日は今日」「植物」
- 【府中市美術館賞】高木こずえ「ground」[54]

### 第15回（2008年）
- 【VOCA賞】横内賢太郎「Book－CHRI IMOCE」「Book－CHRI FFTC」
- 【VOCA奨励賞】川上幸之介「Resort 3」「Combined pumping station and dry cooling tower」
- 【VOCA奨励賞】笹岡啓子「Fishing」
- 【VOCA佳作賞】伊藤雅恵「忘れないアクシデント」
- 【VOCA佳作賞】藤原裕策「from SKY, to the SKY」
- 【大原美術館賞】岩熊力也「reverb（祈る手殺める手、兎、野犬、鳥）」「reverb（群れ、女）」
- 【府中市美術館賞】関根直子「パノラマ」[55]

### 第14回（2007年）
- 【VOCA賞】山本太郎「白梅点字ブロック図屏風」
- 【VOCA奨励賞】池田光弘「untitled」
- 【VOCA奨励賞】傍島崇「ハナサナイ」「ササエル」
- 【VOCA佳作賞】田口和奈「その悲しい知らせ」
- 【VOCA佳作賞】中岡真珠美「slit」「echoes」
- 【大原美術館賞】樋口佳絵「耳障りな音」「呼吸法」
- 【府中市美術館賞】山口晃「木のもゆる」[56]

### 第13回（2006年）
- 【VOCA賞】小西真奈「キンカザン1」「キンカザン2」
- 【VOCA奨励賞】佐伯洋江「Untitled」
- 【VOCA奨励賞】Robert Platt（ロバート・プラット）「Rendezvous」
- 【VOCA佳作賞】兼未希恵「嵐ノ上ハ深ク静カナ空」
- 【大原美術館賞】高木紗恵子「untitled」
- 【府中市美術館賞】蜷川実花「the otherside」[57]

### 第12回（2005年）
- 【VOCA賞】日野之彦「あおむけ」「口に両手」
- 【VOCA奨励賞】居城純子「N34.21.29　E135.52.13」
- 【VOCA奨励賞】中川トラヲ「風が吹いて　そして　すべて終わりさ」
- 【VOCA佳作賞】手塚愛子「(1)織られたもの―"もろさ"とともに」「(2)織り直し」
- 【VOCA佳作賞】羽毛田優子「滲」
- 【大原美術館賞】鯉江真紀子「Untitled（P-37）」
- 【府中市美術館賞】田中みぎわ「風のきよら」[58]

### 第11回（2004年）
- 【VOCA賞】前田朋子「it overlooks」
- 【VOCA奨励賞】小柳裕「ETHER -House of a back alley-」「ETHER -Distant lights-」
- 【VOCA奨励賞】HEARTBEAT DRAWING, SASAKI「TOGETHER, Heartbeat Drawing for 24Hours no.1 no.2 no.3」
- 【VOCA佳作賞】中山ダイスケ「記念樹」「シャンデリア」
- 【VOCA佳作賞】西澤千晴「ジオラマ（スクランブル）a」「ジオラマ（スクランブル）b」
- 【府中市美術館賞】久保理恵子「記憶のはじまり」[59]

### 第10回（2003年）
- 【VOCA賞】津上みゆき「View, Sep - Nov, 02」
- 【VOCA奨励賞】岩城直美「View -Barn-」「View -Red Roof-」
- 【VOCA奨励賞】大谷有花「キミドリの部屋」
- 【VOCA奨励賞】小野博「Another Bus」
- 【VOCA奨励賞】中ザワヒデキ「19235枚の硬貨から成る41193円（金額第二四番）」[60]

### 第9回（2002年）
- 【VOCA賞】曽谷朝絵「Bathtub」
- 【VOCA奨励賞】石塚ツナヒロ「大切なもののように」
- 【VOCA奨励賞】後藤智「春、夏、秋」
- 【VOCA奨励賞】照屋勇賢「結い　youi」
- 【VOCA奨励賞】溝口真一「無題」[61]

### 第8回（2001年）
- 【VOCA賞】押江千衣子「ゆたか」
- 【VOCA奨励賞】石田徹也「捜索」「前線」
- 【VOCA奨励賞】市川美幸「Euro-scope be-1,be-3,be-5」
- 【VOCA奨励賞】高浜利也「Bangkok Lotus Project-11～22」「Lotus Pond / t」
- 【VOCA奨励賞】水上央子「Sleeping off 00-No.9」「Sleeping off 00-No.5」[62]

### 第7回（2000年）
- 【VOCA賞】岩尾恵都子「Oslo」「Cuzco」
- 【VOCA奨励賞】フジイフランソワ「景　海の向こうに何がある」
- 【VOCA奨励賞】坂井淑恵「明るい所」
- 【VOCA奨励賞】みやじけいこ「そのための時間」
- 【VOCA奨励賞】内藤絹子「祈りの言葉」[63]

### 第6回（1999年）
- 【VOCA賞】やなぎみわ「案内嬢の部屋 B4」
- 【VOCA奨励賞】堂本右美「回想－魁」
- 【VOCA奨励賞】高柳恵里「プランツェル」「highland hike」
- 【VOCA奨励賞】平町公「那智の滝図」
- 【VOCA奨励賞】石川順惠「毛呂 1998(12月)」「糸車の歯」[64]

### 第5回（1998年）
- 【VOCA賞】湯川雅紀「無題」
- 【VOCA奨励賞】太郎千恵蔵「Desire of machine」「Between four eyes」
- 【VOCA奨励賞】伊庭靖子「untitled, untitled」
- 【VOCA奨励賞】岡田修二「Take ♯10」
- 【VOCA奨励賞】杉戸洋「THE DINNER (WALL)」「THE DINNER (TABLE)」[65]

### 第4回（1997年）
- 【VOCA賞】小池隆英「undercurrent」
- 【VOCA奨励賞】東郷靖彦「SPRAWL」
- 【VOCA奨励賞】曽根裕「Her 19th Foot　—One day in Malmo—」
- 【VOCA奨励賞】善住芳枝「Untitled」
- 【VOCA奨励賞】上田奈保「ピーコック」「病室」
- 【選考委員特別賞】福田美蘭「大根おろし」「SHEAFFER」[66]

### 第3回（1996年）
- 【VOCA賞】東島毅「BB-007」「BB-008」
- 【VOCA奨励賞】小林孝亘「Beehive」
- 【VOCA奨励賞】端聡「黒い紙、私はドイツ人」「元軍人、私は芸術家」
- 【VOCA奨励賞】富岡直子「95ー08」
- 【VOCA奨励賞】富田有紀子「No.25」[67]

### 第2回（1995年）
- 【VOCA賞】三輪美津子「道」「emotional rescue」「風景としての風景画」
- 【VOCA奨励賞】堂本右美「世界人」
- 【VOCA奨励賞】駒形克哉「楽園の面影」
- 【VOCA奨励賞】大岩オスカール幸男「エイズかんじゃ」「ゼロセン・パイロット」
- 【VOCA奨励賞】石川順恵「レース編み5」[68]

### 第1回（1994年）
- 【VOCA賞】福田美蘭「STAINED GLASS」
- 【VOCA賞】世良京子「BACK OF BLACK No.19,No.20」
- 【VOCA奨励賞】森弘志 「少年深夜劇」
- 【VOCA奨励賞】館勝生「I have become a fool.You forced me to it,for I ought to be recognized by you.For you,being so wise,will gladly tolerate fools.」
- 【VOCA奨励賞】小林正人「絵画の子」[69]